# Sarah Ludi
Sarah Ludi (1971) is een Zwitserse danseres en choreografe die in Brussel is gevestigd en vooral bekend is omwille van haar werk met de choreografen Anne Teresa De Keersmaeker / Rosas en Thomas Hauert / ZOO.

## Opleiding
Sarah Ludi werd geboren in Zwitserland en groeide op in Genève. Als danseres werd ze gevormd bij het Ballet Junior de Genève, en bij de Argentijnse maar in Genève werkende choreografe Noemi Lapzeson.

## Samenwerking met Anne Teresa De Keersmaeker / Rosas
Van Genève trok ze naar Parijs en vervolgens naar Brussel, waar ze zich aansloot bij het dansgezelschap Rosas van Anne Teresa De Keersmaeker. De eerste nieuwe Rosas-productie waarin ze aantrad was Kinok (Anne Teresa De Keersmaeker/Rosas, 1994). Nadien volgden nog een handvol andere nieuwe producties, en de hernemingen van een drietal oudere producties (waaronder Rosas danst Rosas (Anne Teresa De Keersmaeker/Rosas, 1983)).

## Samenwerking met Thomas Hauert / ZOO
Vanaf 1998 begon ze ook te dansen in producties van het dansgezelschap ZOO van de Zwitserse, maar in Brussel verblijvende choreograaf Thomas Hauert. Ze danste ondertussen in een achttal van zijn choreografieën, en is een van de kerndansers van zijn gezelschap. Bij ZOO was Sarah Ludi ook artistiek medeverantwoordelijk voor twee andere producties: More or less sad songs (Thomas Hauert, Martin Kilvady, Sara Ludi, Chrysa Parkinson, Samantha van Wissen en Mat Voorter/ZOO, 2005) en 5 (Thomas Hauert, Mark Lorimer, Sara Ludi, Samantha van Wissen en Mat Voorter/ZOO, 2003). Met All Instruments (Sarah Ludi in samenwerking met Laurent Blondiau, João Lobo en Yves Pezet, 2014) ontwikkelde ze er ook een eigen productie.

## Samenwerking met anderen
Sarah Ludi heeft de afgelopen jaren ook samengewerkt aan producties van andere choreografen: Time Has Fallen Asleep in the Afternoon Sunshine (2010) van Mette Edvardsen/Athome en Gerhard Richter, une pièce pour le théâtre (2017) van Mårten Spångberg. Ze is ook te zien in enkele dansfilms van Thierry De Mey, Yves Pezet en Boris Van der Avoort.

## Docente Alexandertechniek
In 2006 ontdekte Sarah Ludi de Alexandertechniek, een praktische (zelfhulp)methode die als doel heeft moeiteloos en vrij te kunnen (blijven) bewegen. Ze begon zich daarin te bekwamen door de lerarenopleiding te volgen bij het in Leuven gevestigde Alexandertechniek Centrum. Ondertussen geeft ze zelf les in de Alexandertechniek, in combinatie met haar activiteiten als danseres.

## Producties
Eigen werk:
- Continuum (Brice Leroux en Sarah Ludi, 1999)[2]
- 5 (Thomas Hauert, Mark Lorimer, Sara Ludi, Samantha van Wissen en Mat Voorter / ZOO, 2003)[3]
- More or less sad songs (Thomas Hauert, Martin Kilvady, Sara Ludi, Chrysa Parkinson, Samantha van Wissen en Mat Voorter / ZOO, 2005)[3]
- All Instruments (Sarah Ludi, in samenwerking met Laurent Blondiau, João Lobo en Yves Pezet / ZOO, 2014)[3]

Met Anne Teresa De Keersmaeker / Rosas:
- Kinok (Anne Teresa De Keersmaeker/Rosas, 1994)
- Amor constante, más allá de la muerte (Anne Teresa De Keersmaeker / Rosas, 1994)
- Erwartung / Verklärte Nacht (Anne Teresa De Keersmaeker / Rosas, 1995)
- Woud, three movements to the music of Berg, Schönberg & Wagner (Anne Teresa De Keersmaeker / Rosas, 1996)
- Duke Bluebeard's castle (Anne Teresa De Keersmaeker / Rosas, 1998)
- Repertory Evening (Anne Teresa De Keersmaeker / Rosas, 2002)
- Work/Travail/Arbeid (Anne Teresa De Keersmaeker / Rosas, 2015)

Sarah Ludi danste ook in hernemingen van Mozart / Concert Arias. Un moto di gioia. (Anne Teresa De Keersmaeker / Rosas, 1992), Bartók / Mikrokosmos (Anne Teresa De Keersmaeker / Rosas, 1987) en Rosas danst Rosas (Anne Teresa De Keersmaeker / Rosas, 1983).
Met Thomas Hauert / ZOO:
- Cows in space (Thomas Hauert / ZOO, 1998)
- Pop-Up Songbook (Thomas Hauert / ZOO, 1999)
- Jetzt (Thomas Hauert / ZOO, 2000)
- Verosimile (Thomas Hauert / ZOO, 2002)
- Modify (Thomas Hauert / ZOO, 2004)
- Walking Oscar (Thomas Hauert / ZOO, 2006)
- Accords (Thomas Hauert / ZOO, 2008)
- MONO (Thomas Hauert / ZOO, 2013)

Met Mette Evardsen / Athome:
- Time Has Fallen Asleep in the Afternoon Sunshine (Mette Evardsen / Athome, 2010)[5]

Met Mårten Spångberg:
- Gerhard Richter, une pièce pour le théâtre (Mårten Spångberg, 2017)[6]

## Filmografie
- La Valse (Thierry De Mey, 2011)[3]
- Cows in Space re-run (Yves Pezet, 2008)[3]
- Space In (Boris Van der Avoort, 2000)[3]
- Rosas danst Rosas (Thierry De Mey, 1997)[7]